# 硫化钷
硫化钷是一种无机化合物，化学式为Pm2S3，它是石榴石红色晶体，属正交晶系，空间群I̅3d，存在α型和β型。它可由钷和硫按化学计量比在500 °C反应得到：
2 Pm + 3 S → Pm2S3

## 拓展阅读
- Shaviv, Roey; Westrum, Edgar F.; Gruber, John. B.; Beaudry, B. J.; Palmer, P. E. . The Journal of Chemical Physics. 1992-04-15, 96 (8): 6149–6156  [2021-12-16]. ISSN 0021-9606. doi:10.1063/1.462857. （原始内容存档于2021-12-16） （英语）.